# TechDico
 (juillet 2019).
Si vous disposez d'ouvrages ou d'articles de référence ou si vous connaissez des sites web de qualité traitant du thème abordé ici, merci de compléter l'article en donnant les références utiles à sa vérifiabilité et en les liant à la section « Notes et références ».
TechDico, est un traducteur terminologique qui propose un assistant de traduction en ligne de termes et d'expressions techniques, scientifiques et professionnelles,,,.
Ce service de traduction propose à l'utilisateur plus d'un milliard de traductions, dans 28 langues, classées par domaines d'activités. L'outil intègre un assistant de traduction qui met automatiquement en avant les traductions les plus pertinentes pour chaque utilisateur.

## Description
TechDico est disponible en 28 langues et propose 280 combinaisons possibles de langues.
Les sources des traductions sont :
- IATE - terminologie de la commission européenne,
- DGT-TM[7] - Eur-Lex-Europa.eu - textes de loi du parlement européen,
- WIPO - texte des brevets internationaux,
- CJK Dictionary Institute - glossaires en langues asiatiques,
- COnnecting REpositories (en) - base de données d'articles scientifiques en open data,
- ainsi que des dictionnaires multilingues spécialisés.

Les domaines d'activités utilisés sont dérivés de la classification Eurovoc.
Un mode multilingue permet d'obtenir en un clic des traductions dans plusieurs langues simultanément.
Le site offre la prononciation sonore du dictionnaire.

## Technique
TechDico s'appuie sur l'utilisation de plusieurs algorithmes de machine learning pour :
- la détection des langues,
- le classement par domaine d'activité Eurovoc des traductions (par apprentissage statistique).

TechDico est accessible via son site web, ainsi que via des applications mobile iOS et Android.

## Historique
- 1997 : Naissance de TechDico, qui est le tout premier dictionnaire technique français-anglais disponible sur internet, et comprenant les traductions de 3500 termes techniques et scientifiques[8].
- 2011 : L'interface du site est améliorée avec le système de gestion de contenu Joomla! et la mise en place d'un moteur de recherche interne. Le dictionnaire technique français-anglais est par ailleurs enrichi par l'apport de dictionnaires techniques bilingues spécialisés et de traductions issues de l'Union européenne (textes de loi).
- 2012 : lancement de l'application mobile sous Android.
- 2013 : le site est intégralement réécrit en PHP/mySQL.
- 2016 : la base de données terminologique IATE[9] et les traductions des brevets internationaux sont intégrées au service. Lancement de l'application mobile sous iOS.
- 2017 : le projet TechDico entre en incubation chez SEMIA.
- 2018 : le nouveau service comportant 1 milliard de traductions dans 28 langues est mis en ligne début 2018.
- 2020 : enrichissement des résultats de traduction avec des extraits d'articles scientifiques en open data.